# Woodwardopterus
Genre
Woodwardopterus est un genre fossile d'Euryptérides, communément appelés « scorpions de mer », classé dans la famille des Mycteropidae.

## Classification
Le genre Woodwardopterus est créé en 1959 par le paléontologue américain Erik Norman Kjellesvig-Waering (1912-1979),.

## Liste des espèces
- †Woodwardopterus freemanorum Poschmann & Rozefelds, 2022
- †Woodwardopterus scabrosus Woodward, 1887

## Description

### Woodwardopterus freemanorum
Le genre compte une espèce confirmée, W. scabrosus, découverte dans des dépôts du Carbonifère de Glencartholm, en Écosse. Initialement rattachée au genre Erypterus, sous le nom d'Eurypterus scabrosus, l'espèce s'avère par la suite distincte de ce genre et est rattachée à la famille des Mycteropidae. Plus tard, en 2005, elle est attribuée au genre Woodwardopterus et liée à une nouvelle famille créée spécialement pour elle, les Woodwardopteridae, à l'intérieur de la super-famille des Mycteropoidea, devenant ainsi un taxon frère probable de Megarachne. On estime la longueur totale de W. scarabrosus à 45 cm dont 15 cm pour la seule carapace,.

### Woodwardopterus scabrosus
Une seconde espèce possible, W. freemanorum, a été décrite, en 2021, sur la base de fossiles découverts dans des dépôts sédimentaires du Changhsingien (Permien supérieur) au sein des couches de charbon de Baralaba dites "Baralaba Coal Measures", du bassin minier de Bowen, dans le centre du Queensland, en Australie. Cette seconde espèce possible revêt une importance particulière car elle constitue l'Euryptéride le plus récent connu (plus récent d'au moins 11 Ma que tout autre taxon parent connu), démontrant que les grands Euryptérides usant de stratégies d'alimentation par balayage ont persisté dans les hautes latitudes du Gondwana jusqu'à l'extinction de la fin du Permien. W. freemanorum a été décrit par Andrew Rozefelds du Queensland Museum (et associé adjoint à la Central Queensland University) et l'expert allemand Markus Poschmann de la Generaldirektion Kulturelles Erbe RLP,. Il a été nommé en référence à Nick Freeman, l'homme qui a découvert, dans les années 90, le fragment de cuticule de la créature, d'environ 12 cm de long, sur la propriété familiale près de Theodore dans le centre du Queensland. En 2013, il a apporté ce fragment au Musée du Queensland pour identification. Le fragment est alors daté de 252 millions d'années. Des recherches ultérieures ont montré que ce spécimen était le dernier Euryptéride connu au monde. Il a vécu peu de temps avant la fin de l'extinction Permien-Trias, au cours duquel environ 96 % de des espèces ont disparu. Il s'agissait probablement d'un grand animal, d'une longueur estimée supérieure à 1 mètre, usant d'un mode d'alimentation par balayage, stratégie alimentaire considérée comme caractéristique de l'écologie des Myctéropides,.

## Publication originale
- [1959] (en) Erik Norman Kjellesvig-Waering, « A taxonomic review of some late Paleozoic Eurypterida », Journal of Paleontology, vol. 33, no 2,‎ 1959, p. 251-256.